# William Foster Cockshutt
Pour les articles homonymes, voir Cockshutt.
William Foster Cockshutt (17 octobre 1855-22 novembre 1939) est un homme politique canadien de l'Ontario. Il est député fédéral conservateur de la circonscription ontarienne de Brantford de 1904 à 1908 et de 1911 à 1921.

## Biographie
Né à Brantford dans le Canada-Ouest, Cockshutt étudie à Brantford et au Galt College Institute. Il travaille ensuite dans un entrepôt de thé en Angleterre avant de revenir en Ontario et d'entrer dans l'entreprise familiale en s'associant à son frère James. En tant que marchand et manufacturier, il devient membre de la Hydro-Electric Power Commission. De 1885 à 1888, il est président de la Cockshutt Plow Company (en) à la suite du décès de son frère de la tuberculose. En 1888, il sert comme président de la Chambre de commerce locale.
Candidat défait dans Brant-Sud en 1887, il entre à la Chambre des communes en tant que député de Brantford en 1904. Défait en 1908, il retrouve son poste en 1911. Réélu en 1917, il est défait à nouveau en 1921.